# Anicet Yala
Anicet Yala (ur. 9 sierpnia 1976) – gaboński piłkarz występujący na pozycji pomocnika.

## Kariera klubowa
W swojej karierze Yala występował między innymi w gabońskich zespołach AS Mangasport oraz Cercle Mbéri Sportif.

## Kariera reprezentacyjna
W latach 1994–2001 w reprezentacji Gabonu Yala rozegrał 20 spotkań i zdobył 2 bramki. W 1996 roku został powołany do kadry na Puchar Narodów Afryki. Nie zagrał jednak na nim w żadnym meczu, a Gabon zakończył turniej na ćwierćfinale.